# العلاقات الإكوادورية الجامايكية
العلاقات الإكوادورية الجامايكية هي العلاقات الثنائية التي تجمع بين الإكوادور وجامايكا.

## مقارنة بين البلدين
هذه مقارنة عامة ومرجعية للدولتين:
| وجه المقارنة                                              | الإكوادور                      | جامايكا       |
| --------------------------------------------------------- | ------------------------------ | ------------- |
| المساحة (كم2)                                             | 283.56 ألف                     | 10.99 ألف     |
| عدد السكان (نسمة)                                         | 16.62 مليون                    | 2.95 مليون    |
| الكثافة السكانية (ن./كم²)                                 | 58.61                          | 268.43        |
| العاصمة                                                   | كيتو                           | كينغستون      |
| اللغة الرسمية                                             | اللغة الإسبانية، كيشوا ‏، شوار ‏ | لغة إنجليزية  |
| العملة                                                    | دولار أمريكي، سوكري إكوادوري   | دولار جامايكي |
| الناتج المحلي الإجمالي (بليون دولار)                      | 103.06 مليار                   | 14.77 مليار   |
| الناتج المحلي الإجمالي (تعادل القوة الشرائية) بليون دولار | 185.24 مليار                   | 24.79 مليار   |
| الناتج المحلي الإجمالي الاسمي للفرد دولار أمريكي          | 6.21 ألف                       | 5.23 ألف      |
| الناتج المحلي الإجمالي للفرد دولار أمريكي                 | 11.37 ألف                      | 8.88 ألف      |
| مؤشر التنمية البشرية                                      | 0.746                          | 0.719         |
| رمز المكالمات الدولي                                      | +593                           | +1876         |
| رمز الإنترنت                                              | .ec                            | .jm           |
| المنطقة الزمنية                                           | 00                             | 00            |

## منظمات دولية مشتركة
يشترك البلدان في عضوية مجموعة من المنظمات الدولية، منها:
| علم المنظمة | اسم المنظمة                                                          | تاريخ انضمام الإكوادور | تاريخ انضمام جامايكا |
| ----------- | -------------------------------------------------------------------- | ---------------------- | -------------------- |
|             | يونسكو                                                               | 22 يناير 1947          | 7 نوفمبر 1962        |
|             | وكالة ضمان الاستثمار متعدد الأطراف                                   | 12 أبريل 1988          | 12 أبريل 1988        |
|             | الأمم المتحدة                                                        | 21 ديسمبر 1945         | 18 سبتمبر 1962       |
|             | العملية المشتركة للاتحاد الأفريقي والأمم المتحدة في دارفور           | ?                      | ?                    |
|             | وكالة حظر الأسلحة النووية في أمريكا اللاتينية ومنطقة البحر الكاريبي ‏ | ?                      | ?                    |
|             | الاتحاد البريدي العالمي                                              | ?                      | ?                    |
|             | البنك الدولي للإنشاء والتعمير                                        | 28 ديسمبر 1945         | 21 فبراير 1963       |
|             | المنظمة الهيدروغرافية الدولية                                        | ?                      | ?                    |
|             | الاتحاد الدولي للاتصالات                                             | 17 أبريل 1920          | 18 فبراير 1963       |
|             | منظمة حظر الأسلحة الكيميائية                                         | ?                      | ?                    |
|             | مؤسسة التمويل الدولية                                                | 20 يوليو 1956          | 31 مارس 1964         |
|             | منظمة التجارة العالمية                                               | ?                      | ?                    |
|             | منظمة الشرطة الجنائية الدولية                                        | ?                      | ?                    |

## أعلام
هذه قائمة لبعض الشخصيات التي تربطها علاقات بالبلدين:
- ألبرتو سبنسر (لاعب كرة قدم إكوادوري، 6 ديسمبر 1937[20] – 3 نوفمبر 2006)
- خوليو خاراميو (مغني إكوادوري، 1 أكتوبر 1935 – 9 فبراير 1978)

## وصلات خارجية
- موقع وزارة الخارجية الإكوادورية
- موقع وزارة الخارجية الجامايكية